# Boletina mixta
Boletina mixta är en tvåvingeart som beskrevs av Ostroverkhova 1979. Boletina mixta ingår i släktet Boletina och familjen svampmyggor. Inga underarter finns listade i Catalogue of Life.